# مبدل گشتاور

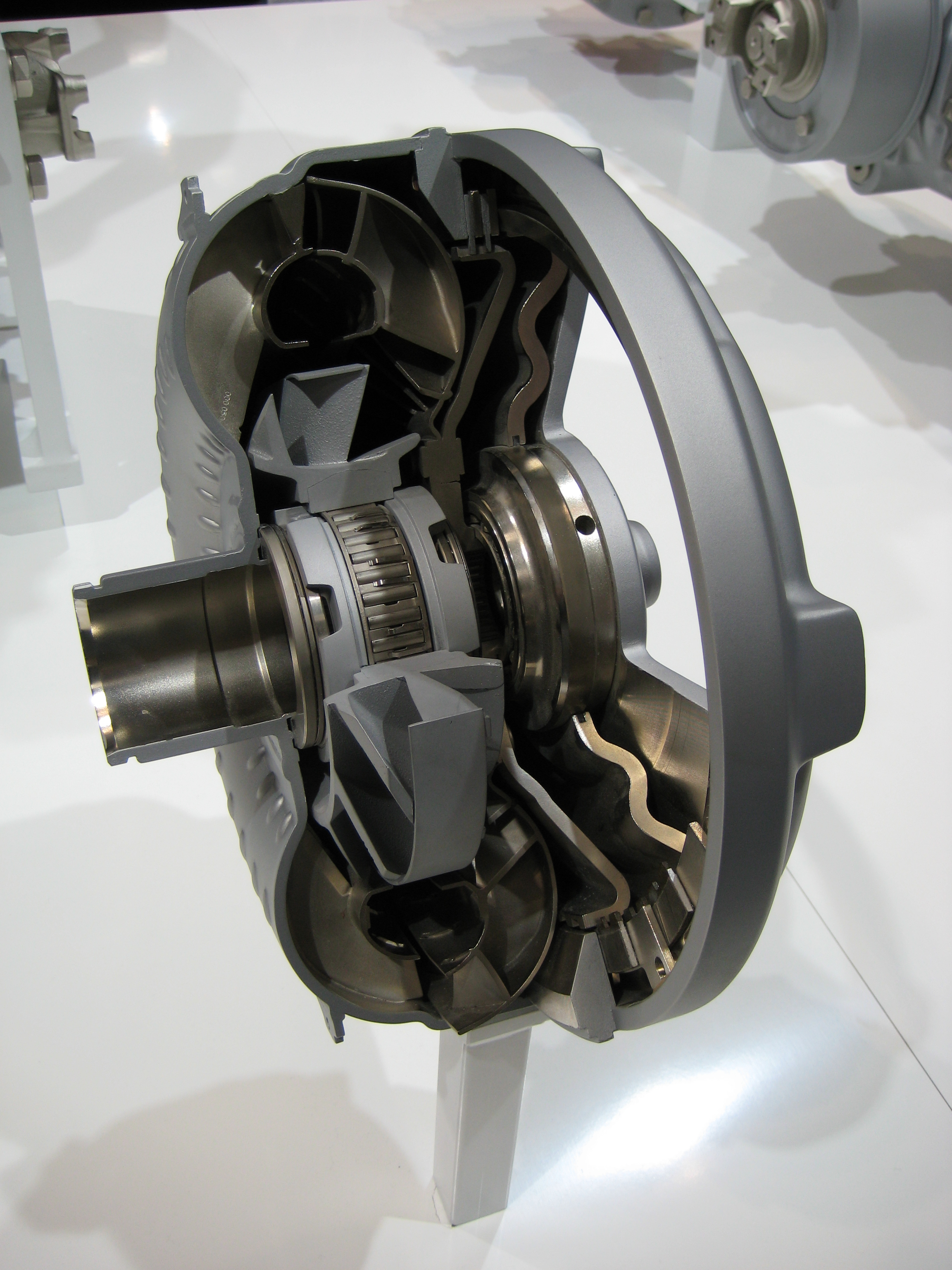
نمای برش یک مبدل گشتاور ساخت شرکت زداف فریدریشسهافن.

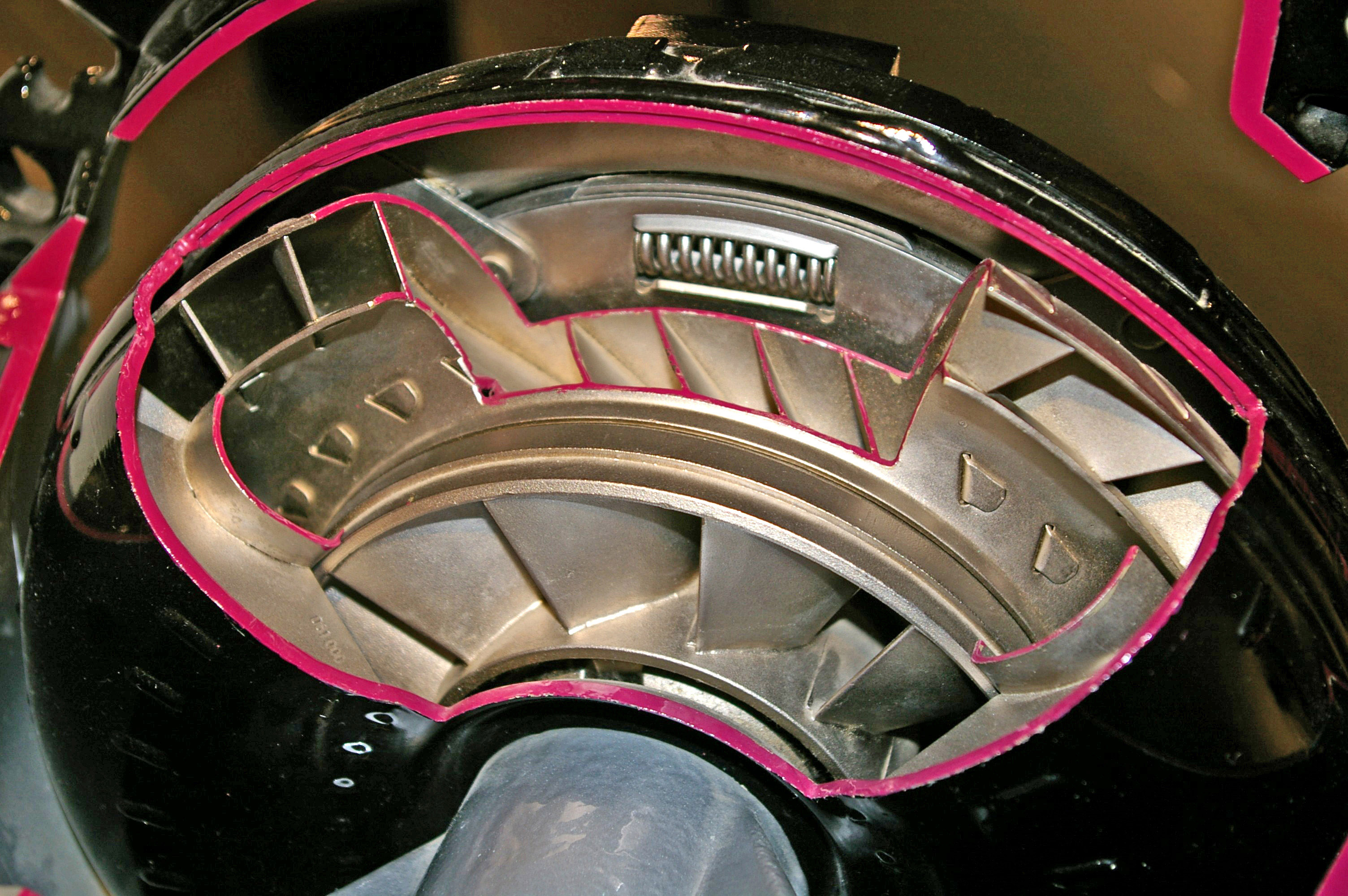
نمای برش یک مبدل گشتاور.

مبدل گشتاور (به انگلیسی: Torque converter) یک گونه کوپلینگ هیدرولیکی است که قدرت چرخش را از یک موتور، مانند یک موتور درون‌سوز، به یک بار متحرک چرخان منتقل می‌کند. در یک وسیله نقلیه با جعبه‌دنده خودکار، مبدل گشتاور منبع تغذیه را به بار متصل می‌کند. این وسیله معمولاً میان شفت موتور و شفت جعبه‌دنده قرار دارد. مکان معادل در یک جعبه‌دنده دستی، همان کلاچ مکانیکی است.
ویژگی کلیدی یک مبدل گشتاور توانایی آن در افزایش سرعت گشتاور است که سرعت چرخش خروجی بسیار پایین است و به این ترتیب امکان می‌دهد که مایع خروجی از پره‌های منحنی‌دار توربین از استاتور خارج شود، در حالی که آن را در برابر کلاچ یک طرفه قفل می‌کند، در نتیجه کار معادل یک چرخ‌دنده کاهنده سرعت را انجام می‌دهد. این ویژگی فراتر از یک کوپلینگ هیدرولیکی ساده است که می‌تواند سرعت چرخش را هماهنگ کند اما گشتاور ورودی را چند برابر نمی‌کند، بنابراین توان را کاهش می‌دهد.
برخی از این دستگاه‌ها به یک سازوکار «قفل» مجهز شده‌اند که به‌طور پیوسته موتور را به جعبه‌دنده متصل می‌کند، زمانی که سرعت آن‌ها تقریباً برابر است، تا از لغزش و کاهش کارایی جلوگیری شود.